# Britney Young
Pour les articles homonymes, voir Young.
Britney Young (née en 1987 ou 1988) est une actrice américaine, surtout connue pour son rôle de Carmen « Machu Picchu » Wade dans GLOW,,.

## Éducation
Britney Young est née à Tokyo et a grandi à Eagle River en Alaska. Son père est afro-américain, tandis que sa mère est blanche. Elle est titulaire d'un bachelor de l'USC School of Cinematic Arts de Los Angeles.

## Filmographie
| Année    | Titre                                    | Rôle                 | Notes                               |
| -------- | ---------------------------------------- | -------------------- | ----------------------------------- |
| 2013     | Stand Up Girls                           | Slippery Taco        |                                     |
| 2013     | Ana Mead                                 | Laniesha Ware        |                                     |
| 2015     | Raymond & Lane                           | Flic sous couverture | Épisode : « A Great Misfortune »    |
| 2015     | Discount Fitness                         | Donna                | Épisode : « Goal Met »              |
| 2016     | Crazy Ex-Girlfriend                      | Nicky                | Épisode : « Mon bisou sur la joue » |
| 2016     | Better Things                            | Merryl               | Épisode : « Period »                |
| 2016     | Les Pires Profs                          | Little Debbie        | Rôle récurrent (7 épisodes)         |
| 2017-... | GLOW                                     | Carmen Wade          | Rôle principal                      |
| 2018     | Flynn Carson et les Nouveaux Aventuriers | Aurora               | Épisode : « Jeu de dupes »          |